# Funcionário fantasma
Um  funcionário fantasma trata-se de uma posição remunerada que ostensivamente exige que o titular desempenhe funções, mas para a qual não se espera trabalho ou nem mesmo a presença. A concessão de empregos sem comparecimento é uma forma de corrupção política ou corporativa.
Ocorre quando uma pessoa recebe remuneração por uma atividade que não exerce, o que constitui um crime na legislação francesa porém não há tipificação criminal específica para a condição de "funcionário fantasma" no Código Penal ou na legislação brasileira.

## África
Em 2023 o Ministério da Administração Estatal de Moçambique informou que o país perdeu o equivalente a mais de 10 milhões de euros com o pagamento de salários a funcionários fantasmas, encontrados em particular nos setores da educação, saúde e segurança. O mesmo problema também acontece em Angola (que detectou em julho de 2016 mais de 55 mil funcionários fantasmas com a Lusa noticiando que o Estado estava a gastar 17,7 milhões de euros no pagamento de salários a pessoas que já não prestavam serviço) e em São Tomé e Príncipe.

## Crime organizado e corrupção nos Estados Unidos
O New York Times escreveu: "Os empregos sem comparecimentos desempenham há muito tempo um papel central nos anais do crime e da corrupção em Nova York, oferecendo uma maneira eficiente para políticos corruptos, dirigentes sindicais, mafiosos e todos os tipos de criminosos canalizarem propinas e subornos para amigos, familiares, parceiros de negócios e até para si próprios". Philip Carlo, em sua biografia de Anthony "Gaspipe" Casso, escreve que os empregos sem comparecimentos são "uma configuração clássica da Máfia" e que tais posições eram altamente valorizadas entre os mafiosos. Um relatório de 2012 da Waterfront Commission of New York Harbor constatou que "os empregos sem comparecimentos ocupados por parentes de mafiosos e outras pessoas bem relacionadas continuam a irritar autoridades governamentais que tentam tornar os portos mais eficientes e competitivos".
No passado, os empregos sem comparecimento também eram um aspecto da corrupção em Boston e continuam a desempenhar um papel nos casos de corrupção em Chicago, onde têm uma longa história.

## Fraude empresarial
No mundo corporativo, funcionários fantasmas geralmente têm algum tipo de relacionamento familiar ou pessoal com um gerente ou supervisor, com tal ocorrência sendo considerada um tipo de fraude na folha de pagamento. Auditorias de fraude buscam detectar tais práticas.